# Saint-Pourçain-sur-Besbre
Saint-Pourçain-sur-Besbre è un comune francese di 420 abitanti situato nel dipartimento dell'Allier della regione dell'Alvernia-Rodano-Alpi.

## Società

### Evoluzione demografica
Abitanti censiti